# スチールウール

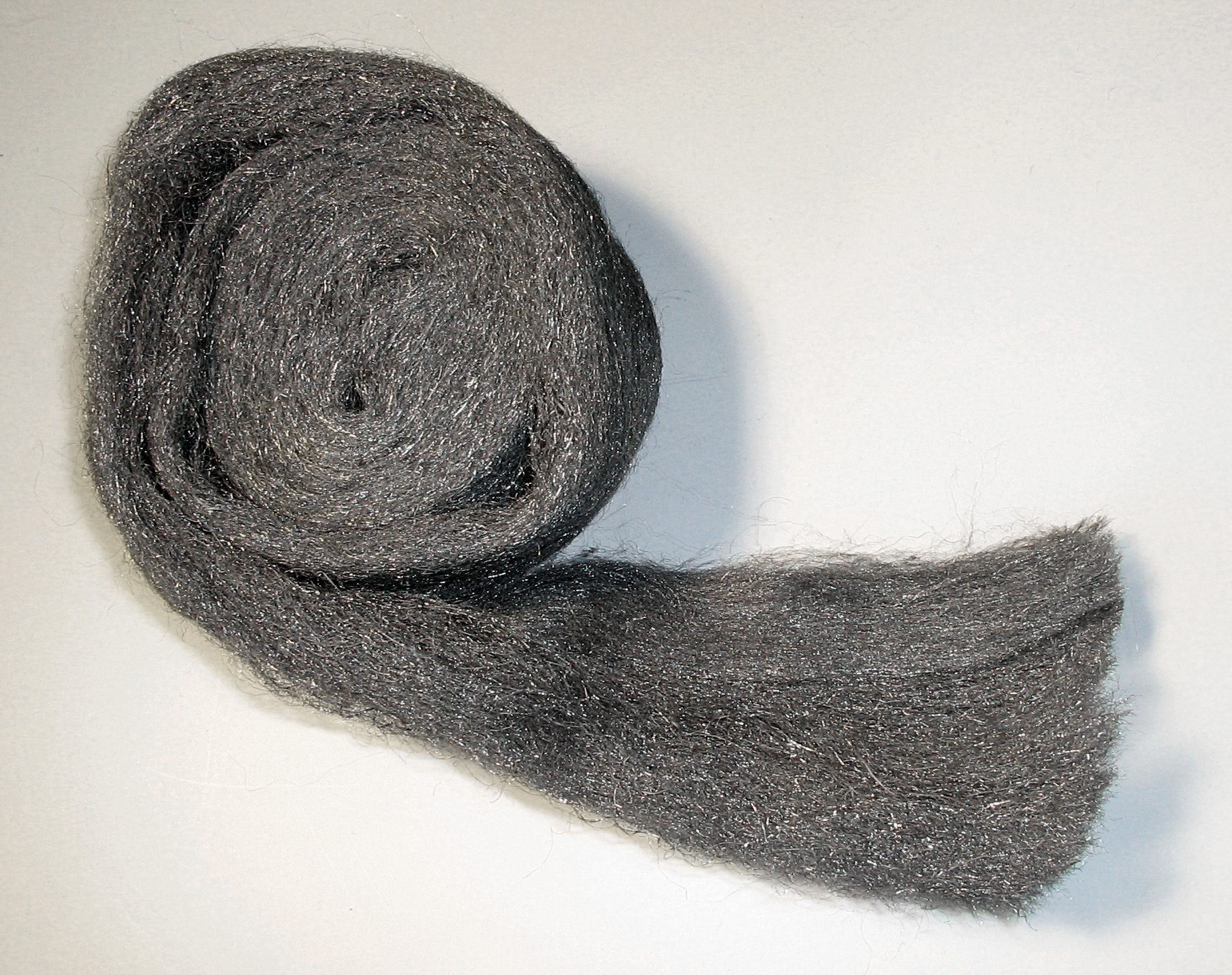
スチールウール

スチールウール（英語：Steel wool）は、非常に微細かつ柔軟な鉄繊維のたわしである。金たわしとも呼ばれる。 1896年に商品化された。製造には、低炭素の鉄が使用され、目的の細さにできるブローチ切削刃で細い繊維状に加工する。

## 利用

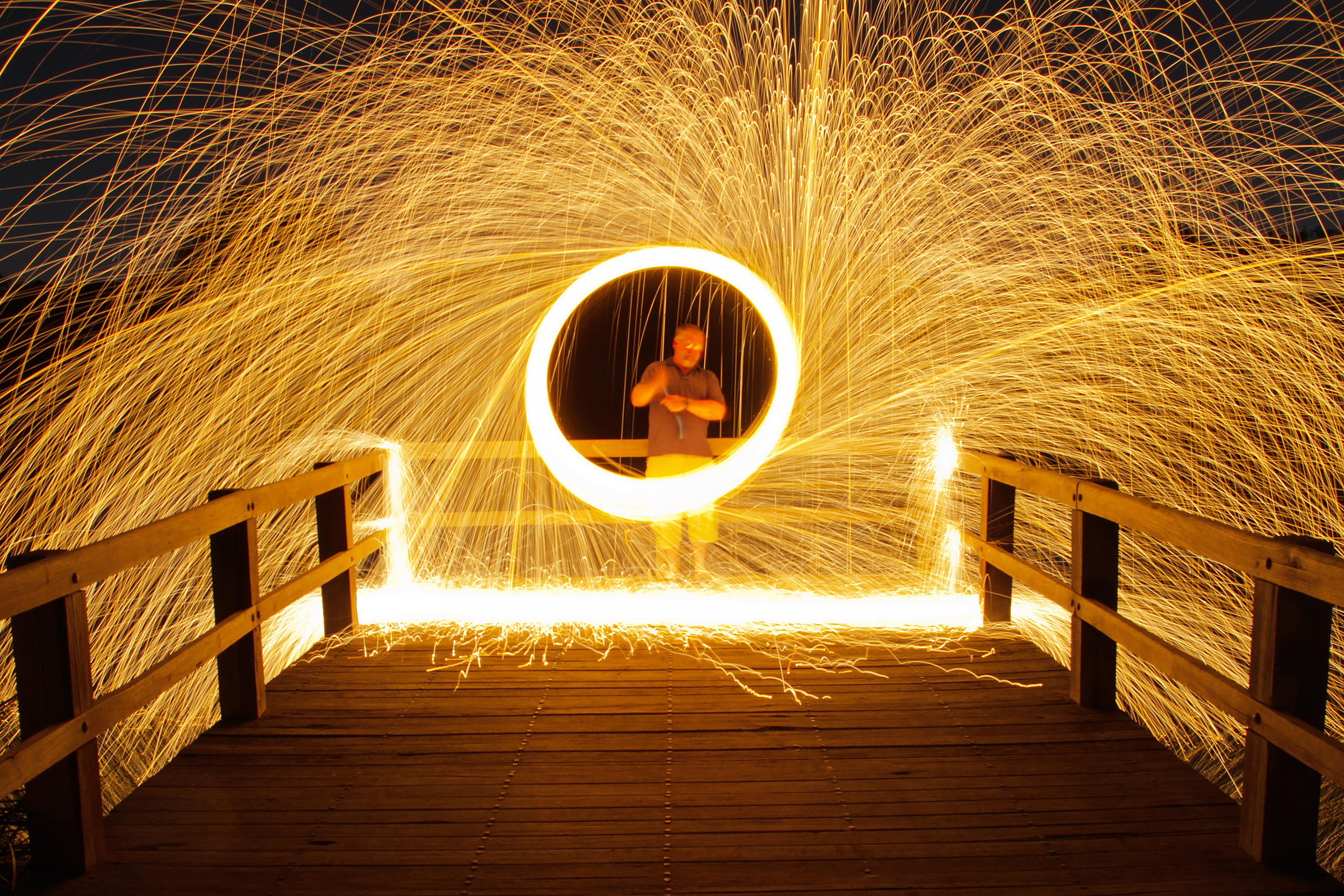
ライトペイントと呼ばれる芸術作品で使用される燃えたスチールウール

木工
主に、木工作業での曲面や表面の研磨、ニス塗りや塗装時などに使われる.。ただし、オーク材の場合は木材のタンニンと鉄分が反応して変色するため、ステンレスやブロンズ製たわしが使用される。
家庭での利用
家の清掃、食器洗いに使われる。また、ネズミなどの侵入口を埋めるのにも使われる。
発火
繊維が細いスチールウールは酸素と結合しやすいことから、緊急時には乾電池を使い、火口として使用される。
フィルター
自動車の排ガスフィルターなどに利用される。

## 規格
| Grade Name    | Grade Code | inches | mm    |
| ------------- | ---------- | ------ | ----- |
| Super Fine    | 0000#      | 0.001  | 0.025 |
| Extra Fine    | 000#       | 0.0015 | 0.035 |
| Very Fine     | 00#        | 0.0018 | 0.040 |
| Fine          | 0#         | 0.002  | 0.050 |
| Medium        | 1#         | 0.0025 | 0.060 |
| Medium Coarse | 2#         | 0.003  | 0.075 |
| Coarse        | 3#         | 0.0035 | 0.090 |
| Extra Coarse  | 4#         | 0.004  | 0.100 |